# ヤマモリ (食品メーカー)
ヤマモリ株式会社（YAMAMORI.CO.,LTD. ）は、三重県桑名市に本社を置く日本の食品メーカーである。

## 概要
醤油やそうめんつゆ、釜めしの素をはじめとしたレトルト食品などの製造ほか、愛知県名古屋市でタイ料理レストラン「サイアムガーデン」を運営している。
タイに現地法人を置き、同国で製造されているレトルトカレーや醤油は同国で高いシェアを誇る。
また、名古屋市に本拠地を置くeSportsチーム「名古屋OJA」のオフィシャルパートナーとなっている。

## 沿革
- 1889年（明治22年） - 創業者・三林専太郎（現社長の曾祖父）が味噌・醤油醸造業を開始した。
- 1951年（昭和26年） - 山森食品醸造株式会社に組織変更した。
- 1961年（昭和36年） - 資本金500万円に増資する。自動通風製麹装置を業界最初に開発、設置する。
- 1965年（昭和40年） - 完全調味料、味つゆ新発売。
- 1966年（昭和41年） - 中小企業近代化促進法の指定を受けた最新式近代化工場完成する
- 1967年（昭和42年） - 日本で初めて袋詰液体スープを発売した。
- 1969年（昭和44年） - レトルト殺菌装置を自社開発、釜めしの素を発売した。
- 1971年（昭和46年） - ミートソースを新発売、生産高日本一を誇る。
- 1972年（昭和47年） - 資本金1億円に増資する。レトルト殺菌の袋詰液体スープを開発、新発売する。
- 1973年（昭和48年） - 缶スープ新発売。紙容器のピュアーパックしょうゆを新発売。
- 1976年（昭和51年） - ヤマモリ食品工業株式会社に社名を変更した。資本金2億円に増資する。米飯(袋入パック・トレー入パック)を新発売。
- 1977年（昭和52年） - 松阪工場を開設した。ミートソース缶詰、第4回缶詰品評会優秀賞受賞。
- 1978年（昭和53年） - 醤油1.8L新型容器専用充填ライン完成。
- 1980年（昭和55年） - 資本金3億円に増資する。農林水産省食品流通局長賞（技術開発）受賞。山菜五目寿司の素、第1回レトルト品評会会長賞受賞。
- 1984年（昭和59年） - そのままつゆを発売した。
- 1985年（昭和60年） - 桑名工場と松阪工場がつゆJAS認定工場となった。
- 1987年（昭和62年） - 新コーポレートマークを制定した。
- 1988年（昭和63年） - 現社名に変更した。タイ日清製粉株式会社と合弁会社を設立し、海外に進出した。
- 1993年（平成5年） - 三重県の醤油メーカー2社と共同で伊勢醤油本舗株式会社を設立し、伊勢醤油を発売した。
- 2000年（平成12年） - 松阪工場がISO14001、HACCPを認証取得した。
- 2005年（平成17年） - タイ料理レストラン「サイアムガーデン」 をオープン[2]。
- 2006年（平成18年)　‐　ギャバ醤油、ギャバつゆ新発売。
- 2008年（平成20年） - 地鶏釜めしの素、山菜釜めしの素、2008モンドセレクション銀賞受賞。
- 2009年（平成21年） - マネジメントシステムをISO9001に統合。タイカレーグリーン、マンゴカレー、2009モンドセレクション金賞受賞。
- 2010年（平成22年） - タイカレーグリーン、マンゴカレー、2010モンドセレクション金賞受賞。
- 2011年（平成23年） - 桑名・大山田事業所を拡張し新棟建設、本社・大山田工場に名称変更。大山田工場、桑名工場、松阪工場　ISO22000認証取得。タイカレーグリーン、マンゴカレー、吟御膳そばつゆ、2011モンドセレクション金賞受賞。

## 事業所

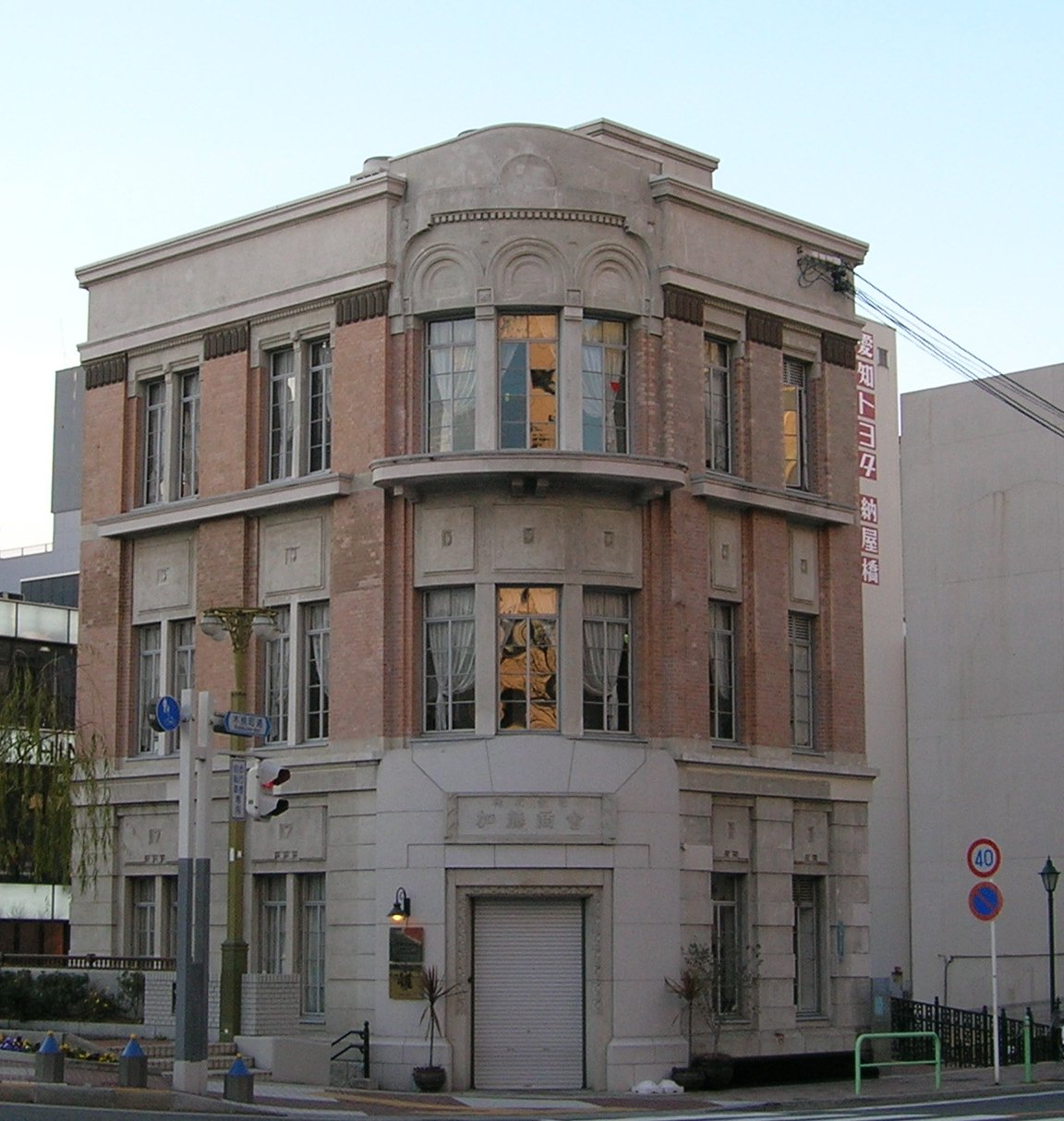
タイ料理レストランが入る旧加藤商会ビル

### 本社
- 三重県桑名市陽だまりの丘6-103

### 事業所
- 桑名・大山田事業所
  - 三重県桑名市陽だまりの丘6-103

### 工場
- 桑名工場（登記上本店）
  - 三重県桑名市森忠465-4
- 松阪工場
  - 三重県松阪市大口町字新地1672-7

### 営業拠点
- 札幌営業所
  - 北海道札幌市手稲区手稲本町２条2-4-20-402
- 仙台営業所
  - 宮城県仙台市宮城野区小田原2-7-31-203
- 東部統括支店
  - 東京都港区三田3-11-36
- 静岡駐在所
  - 静岡県静岡市駿河区大谷3800-46
- 中部統括支店
  - 愛知県名古屋市中川区高畑5-166
- 西部統括支店
  - 兵庫県西宮市東町1-13-3
- 三重駐在所
  - 三重県松阪市大口町字新地1672-7
- 北陸営業所
  - 石川県金沢市桜田町2-88

## 関連会社
- 伊勢醤油本舗株式会社

## 主な商品
- 本醸造ギャバ醤油
- 特選黒豆しょうゆ
- ギャバつゆの素
- そのままつゆシリーズ - そうめんつゆ、蕎麦つゆなど
- 釜めしの素
- タイカレー
- ダイエット黒酢ドリンク
- 健康茶流
- 炊き込む☆せんいくん
- なべっこ（鍋料理の素） - カレー味・シチュー味・ラーメン味
- ジャーハン（チャーハン風炊き込みご飯の素） - 焼豚味・かに味
- 銀座カリー - 製造を担当。販売元は株式会社明治。
- トップバリュビーフカレー - 製造を担当。販売元はイオン株式会社。
- マ・マーパスタソース - 製造を担当。販売元は株式会社日清製粉ウェルナ。
- 青の洞窟パスタソース - 製造を担当。販売元は株式会社日清製粉ウェルナ。